# ЛуАЗ-1901
ЛуАЗ-1901 «Геолог» — советский опытный полноприводный трёхосный плавающий автомобиль Луцкого автомобильного завода.

## История
ЛуАЗ-1901 был создан на базе узлов и агрегатов советского прототипа и предложен для вооружённых сил Украины, но остался невостребованным и в 1998 году был представлен в качестве автомашины повышенной проходимости.
Было выпущено порядка восьми штук, к 2012 году в собственности у частного лица оставалась одна автомашина.

## Описание
Оснащён 51-сильным трёхцилиндровым дизельным двигателем 3ДТН харьковского завода имени Малышева и водомётным движителем. Грузоподъёмность 660 кг. Ширина водного препятствия 3000 м.